# Jasmina Vujic
 Jasmina Vujic (* 1953, Loznica) je americká profesorka jaderného inženýrství na Kalifornské univerzitě v Berkeley a první žena, která vede vysokoškolskou katedru jaderného inženýrství v USA.

## Životopis
Jasmina Vujic se narodila v srbském městě Loznica a vyrůstala ve městě Šabac. Studovala na Vysoké škole elektrotechnické na Bělehradské univerzitě, kterou ukončila v roce 1977. Od roku 1977 do roku 1985 pracovala v ústavu jaderné fyziky ve městě Vinča poblíž Bělehradu. V roce 1985 se přestěhovala do Spojených států, kde v témže roce získala magisterský titul a v roce 1989 titul Ph.D., oba tituly na Michiganské univerzitě ve městě Ann Arbor. Poté začala pracovat v národní laboratoři pro vědecký a technický výzkum „Argonne National Laboratory“. Poté začala pracovat na Berkeley.. Spolupracuje se vzdělávacími institucemi v Srbsku, příkladem je její přednáška o matematice na letním dětském táboře. Od roku 1992 Jasmina Vujic vede vysokoškolské a postgraduální kurzy jaderného inženýrství na univerzitě v Berkeley. Je spoluředitelkou Centra jaderného výzkumu v Berkeley na jehož založení se podílela. Od roku 2005 do roku 2009 vedla na Kalifornské univerzitě v Berkeley katedru jaderného inženýrství a stala se tak první ženou v této funkci.
Mezi její aktuální výzkumné zájmy patří návrh jádra reaktoru a biomedicínské aplikace záření, stejně jako výzkum neutronů a fotonů. Jasmina Vujic publikovala více než 240 článků, z nichž asi čtvrtina se objevila v předních vědeckých časopisech. Uspořádala řadu prezentací a přednášek v zahraničí i ve Spojených státech.
Je členem RadWatch, projektu Berkeley, který poskytuje veřejnosti údaje o radiaci. Je přední specialistkou na jaderné reaktory a je často na toto téma citována ve sdělovacích prostředcích. Od roku 2010 do roku 2012 vedla „Nuclear Engineering Department Heads Organization“ (Organizaci vedoucích oddělení jaderného inženýrství) v USA. Pracovala také jako konzultantka pro společnosti General Electric, Transware a VeriTainer.

## Ocenění
Během své kariéry dostala řadu profesionálních a charitativních ocenění, včetně ceny university v Berkeley za rok 1996 „Prytanean Faculty Award “ a cenu „American Nuclear Society“ (ANS) v roce 1991.

## Politička
V roce 2015, během rozhovoru pro srbský televizní zpravodajský pořad moderovaný novinářkou Marinou Dabic, Vujicová uvedla, že je proti plánu srbské vlády prodat Telekom Srbija, protože prodej by zničil tisíce pracovních míst a obohatil zkorumpované srbské vládní úředníky.
V červenci 2020 vydalo Daily Beast příběh odhalující, že Vujic je členem krajně pravicové strany Dveri (pravicová nacionalistická opoziční politická strana v Srbsku, vedoucím a zakladatelem hnutí je Boško Obradović.) Vujicová odmítla tuto informaci komentovat a univerzita se vyjádřila v tom smyslu, že její aktivity „byly mimo rozsah profesorčiny práce na univerzitě“.